# 269 a.C.

## Eventos
- Quinto Ogúlnio Galo e Caio Fábio Pictor, cônsules romanos.
- Cunhadas as primeiras moedas romanas de prata que substituíram as dracmas gregas em circulação até então.